# Cé qu'è lainô
Cé qu'è lainô (in francese Celui qui est en haut), letteralmente "Chi è lassù", è l'inno del canton Ginevra. Il brano, altrimenti noto come La Chanson de l'Escalade, fu scritto da un autore sconosciuto per commemorare il fallito attacco del duca Carlo Emanuele I di Savoia alla città di Ginevra avvenuto la notte tra l'11 e il 12 dicembre 1602, evento celebrato ogni anno durante l'Escalade. Il testo fu scritto nella variante ginevrina oggi estinta del francoprovenzale. Tradizionalmente vengono cantate le strofe 1, 2, 4 e 68.

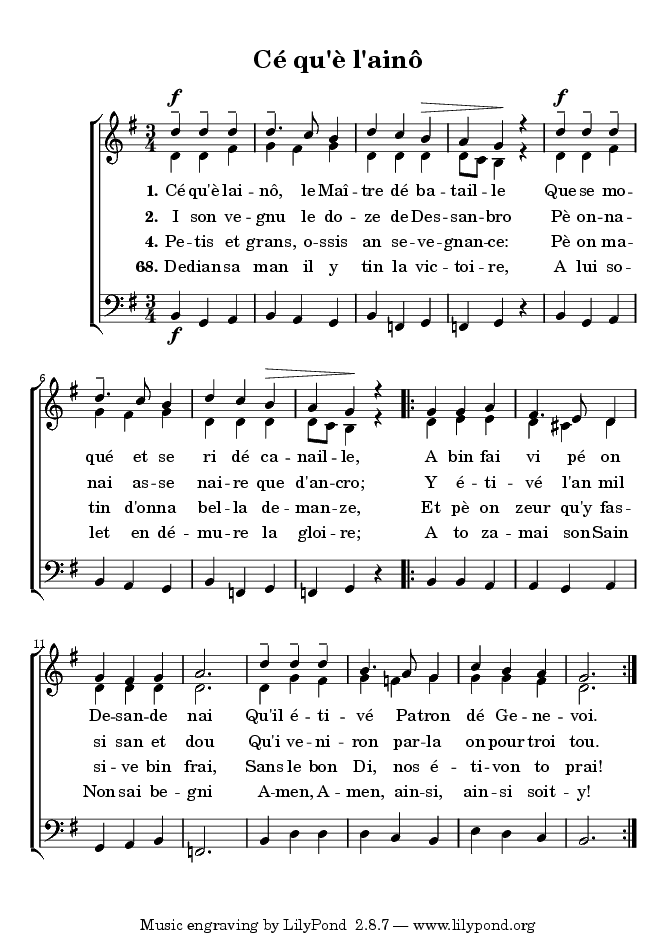
Partitura del Cé qu'è lainô recante i quattro versi tradizionalmente cantati

## Testo francoprovenzale
1

Cé qu'è lainô, le Maitre dé bataille,

que se moqué et se ri dé canaille,

a bin fai vi, pè on desande nai,

qu'il étivé patron dé Genevoi.
2

I son vegnu le doze de Dessanbro,

pè onna nai asse naire que d'ancro;

y étivé l' an mil si san et dou,

qu' i veniron parla ou pou troi tou.
4

Petis et grans, ossis an sevegnance:

pè on matin d' onna bella demanze,

et pè on zeur qu' y fassive bin frai,

sans le bon Di, nos étivon to prai!
68

Dedian sa man il y tin la victoire,

a lui solet en démure la gloire.

a to zamai son Sain Non sai begni!

Amen, amen, ainsi, ainsi soit-y!

## Testo francese
1

Celui qui est en haut, le Maître des batailles,

qui se moque et se rit des canailles,

a bien fait voir, par une nuit de samedi,

qu'il était patron des Genevois.
2

Ils sont venus le douze de Décembre,

Par une nuit aussi noire que d'encre;

c'était l'an mil six cent et deux,

qu'ils vinrent parler un peu trop tôt.
4

Petits et grands, ayez en souvenance,

par un matin d'un beau Dimanche,

et par un jour où il faisait bien froid,

sans le bon Dieu, nous étions tous pris!
68

Dedans sa main il tient la victoire,

a lui seul en demeure la gloire.

A tout jamais son Saint Nom soit béni,

amen, amen, ainsi, ainsi soit-il!